# Gábor Faldum
Gábor Faldum (24 de junho de 1988) é um triatleta profissional húngaro.

## Carreira

### Rio 2016
Gábor Faldum competiu na Rio 2016, ficando em 20º lugar com o tempo de 1:48.08.